# Karyna Dėmidik
Karyna Alehaŭna Dėmidik, nata Taranda (in bielorusso Карына Алегаўна Таранда-Дэмідік?; Baranavičy, 10 febbraio 1999), è un'altista bielorussa.

## Palmarès
| Anno | Manifestazione    | Sede     | Evento        | Risultato | Prestazione | Note |
| ---- | ----------------- | -------- | ------------- | --------- | ----------- | ---- |
| 2016 | Europei allievi   | Tbilisi  | Salto in alto | 16ª (q)   | 1,75 m      |      |
| 2017 | Europei juniores  | Grosseto | Salto in alto | Argento   | 1,87 m      |      |
| 2018 | Mondiali juniores | Tampere  | Salto in alto | Oro       | 1,92 m      |      |
| 2018 | Europei           | Berlino  | Salto in alto | 11ª       | 1,80 m      |      |
| 2019 | Europei indoor    | Glasgow  | Salto in alto | 12ª       | 1,87 m      |      |
| 2019 | Europei under 23  | Gävle    | Salto in alto | 4ª        | 1,92 m      |      |
| 2019 | Mondiali          | Doha     | Salto in alto | 6ª        | 1,96 m      |      |
| 2021 | Europei indoor    | Toruń    | Salto in alto | 9ª (q)    | 1,87 m      |      |
| 2021 | Europei under 23  | Tallinn  | Salto in alto | 4ª        | 1,89 m      |      |
| 2021 | Giochi olimpici   | Tokyo    | Salto in alto | 19ª (q)   | 1,90 m      |      |

## Altre competizioni internazionali
2019
- Oro agli Europei a squadre ( Sandnes), salto in alto - 1,92 m